# CYP3A4
El Citocromo P450 3A4 (de forma abreviada CYP3A4), miembro del amplio sistema funcional de las oxidasas, es una de las más importantes enzimas involucradas en el metabolismo de los xenobióticos en el organismo. Localizada principalmente en el hígado y en el intestino, oxida pequeñas moléculas orgánicas extrañas (xenobióticos) como toxinas o fármacos para que puedan eliminarse del organismo. Mientras que muchos fármacos son desactivados por CYP3A4, siendo la principal responsable de la metabolización de los fármacos, a pesar de no ser la enzima con mayor presencia en el hígado humano.
En el feto no se encuentra  la CYP3A4, mientras que sí existe la CYP3A7, de similar actividad. Esta será reemplazada por la CYP3A4 conforme avance el desarrollo neonatal.

## Distribución
Aunque si bien la CYP3A4 la encontraremos predominantemente en el hígado, también podemos hallarla en otros órganos y tejidos, como por ejemplo en el intestino, en donde juega un importante papel en el metabolismo de ciertas drogas, donde metaboliza determinadas sustancias que actúan como profármacos para posibilitar su absorción como principios activos. Es el caso de la terfenadina y otras sustancias similares. Recientemente, la CYP3A4 ha sido identificada en el cerebro, donde su papel respecto al sistema nervioso central es aún desconocido.

## Variabilidad
Si bien en el laboratorio se han detectado más de 28 polimorfismos de nucleótido único, se ha constatado que esta variabilidad no se manifiesta "in vivo". Se supone que esto es debido a una inducción del CYP3A4 por la exposición a los sustratos.
La variabilidad en función del CYP3A4 se puede determinar mediante la prueba del aliento de la eritromicina (ERMBT, de sus siglas en inglés). Esta técnica no invasiva, consiste en la administración de eritromicina marcada con 14C mediante inyección intravenosa. La eritromicina es uno de los principales sustratos prácticamente exc    lusivos de la CYP3A4 y al metabolizarse origina dióxido de carbono, en este caso radiomarcado, que se eliminará mediante la respiración. Es en el aliento en donde se medirá la cantidad de este lo cual nos hablará de la actividad de la CYP3A4.

## Inducción
La CYP3A4 sufre inducción por una amplia variedad de sustancias. Estas se unen al receptor PXR (Pregnane X Receptor) activándolo. El PXR activado forma un heterodímero con el RXR (Retinoid X Receptor) estimulando la XREM, región estimuladora específica del gen del CYP3A4. La estimulación de la XREM posibilita la cooperación con otras regiones del gen para terminar dando como resultado un incremento en la transcripción y expresión de la CYP3A4.

## Sustancias que interaccionan con la CYP3A4
| Sustratos | Inhibidores | Inductores |
| --- | --- | --- |
| - Bloqueantes de los canales de calcio - diltiazem - nifedipino - felodipino - verapamil - Immunosupresores - ciclosporina - tacrolimus - sirolimus - Quimioterápicos - cyclofosfamida - docetaxel - doxorubicina - etopósido - iofosfamida - paclitaxel - tamoxifeno - tenipósido - vinblastina - vindesina - gefitinib - Benzodiacepinas - flunitrazepam - midazolam - alprazolam - triazolam - clonazepam - Azoles antifúngicos - ketoconazol - itraconazol - clotrimazol - Antidepresivos tricíclicos - amitriptylina - imipramina - clomipramina - Antibióticos macrolidos - eritromicina - claritromicina - Inhibidores selectivos de la recaptación de serotonina (ISRS): - citalopram - fluoxetina y norfluoxetina - sertralina - Estatinas - atorvastatina - lovastatina - simvastatina - Inhibidores de la PDE5 - sildenafilo - buspirona - haloperidol - venlafaxina - amiodarone - etinilestradiol - quiinina - Inhibidores de la proteasa - indinavir - ritonavir - saquinavir - nelfinavir - Mirtazapina - nefazodona - pimozide - reboxetina - zopiclona - Inhibidores de la transcriptasa inversa no nucleósidos: - nevirapina - alfentanil - budesonida - donepezilo - esomeprazol - omeprazol - finasterida - glibenclamida - cisaprida - terfenadina - toremifeno - barbitúricos - fenobarbital - carbamazepina - codeína - dextrometorfano - digoxina - alcaloides del ergot - estradiol - fentanilo - ivabradina - levonorgestrel - lidocaína - metadona - mifepristona - montelukast - ondansetron - paracetamol - quinidina - testosterona - teofylina - valproato - warfarina - tetrahidrocannabinol - Antipsicóticos - Aripiprazol - Risperidona - Ziprasidona | - fluconazol - ritonavir - Antibióticos macrólidos - eritromicina - telitromicina - claritromicina - Azoles antifúngicos - ketoconazol - itraconazol - nefazodona - bergamotina - aprepitant - quercetina - amiodarona - cimetidina - ciprofloxacino - ciclosporina - diltiazem - imatinib - equinacea - enoxacina - ergotamina - metronidazol - mifepristona - tofisopam - Inhibidores de la transcriptasa inversa no nucleósidos - efavirenz - nevirapina - gestodene - mibefradil - Inhibidores de la proteasa. - saquinavir - indinavir - Inhibidores selectivos de la recaptación de serotonina (ISRS): - fluoxetina - piperina - verapamil | - barbitúricos - fenobarbital - carbamazepina - hiperforina - Inhibidores no nucleósidos de la transcriptasa inversa - efavirenz - nevirapina - etravirina - fenitoína - rifampicina - modafinilo - dexametasona - felbamato - glucocorticoides - griseofulvina - pioglitazona - primidona - topiramato - troglitazona - rifabutina - cafestol |